# Cheyletiella parasitivorax
Cheyletiella parasitivorax ist eine Art der Pelzmilben, die bei Kaninchen im Fell parasitiert und die Cheyletiellose auslöst. Gelegentlich kann bei engem Kontakt der Parasit auch vorübergehend auf den Menschen sowie auf Hunde, Katzen und den Rotfuchs übergehen. Die Milbe ähnelt anderen Pelzmilben, am ehesten kann man sie anhand des Solenidions (eine chemosensorische Borste) am Knie des ersten Beinpaars unterscheiden, welches bei dieser Art kugelförmig oder eiförmig aussieht. Cheyletiella parasitivorax ist eine weißlich-graue, ovale und abgeflachte Milbe mit einer Länge von 300 bis 500 µm. Der Körper ist in Aufsicht sechseckig, die Beine sind lang und schlank. Zu den Mundwerkzeugen gehören kräftige, gebogene Maxillarpalpen mit einwärts gebogenen Krallen.

## Lebenszyklus
Die Ansteckung erfolgt durch direkten Kontakt mit einem Träger. Der gesamte Lebenszyklus findet auf dem Wirt statt. Die etwa 200 × 100 µm großen, glattschaligen Eier werden kokonartig an den Haaren fixiert. Innerhalb des Eis entwickelt sich eine Vorlarve und Larve. Aus diesem schlüpft die achtbeinige Nymphe und häutet sich zweimal. Der Lebenszyklus dauert zwei bis fünf Wochen. Die Milben leben im Fell und suchen nur die Haut auf, wenn sie Gewebsflüssigkeit durch Anbohren der Epidermis mit ihren stichelartigen Cheliceren zu sich nehmen. Adulte können bis zu 10 Tage außerhalb ihres Wirts überleben.